# Ryan ten Doeschate

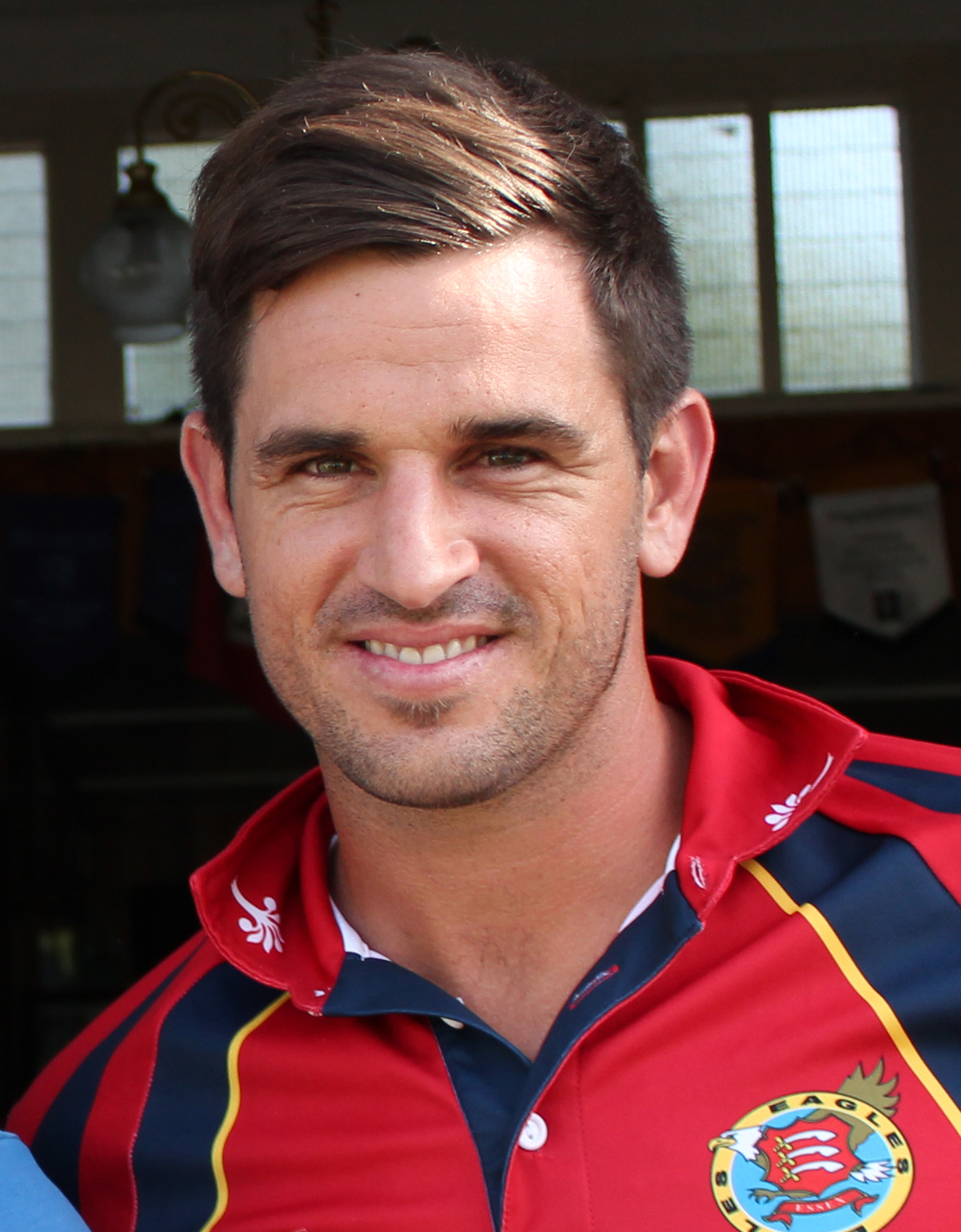
Ryan ten Doeschate

Ryan ten Doeschate, 30 juni 1980, is een cricketspeler van Zuid-Afrikaanse origine. Hij is in Zuid-Afrika geboren en opgegroeid, maar is wel voor het Nederlandse elftal uitgekomen. Hij heeft zijn actieve loopbaan als cricketer beëindigd, maar is nog wel actief in de sport. Hij is rechtshandig, was een batsman en bowlde op medium-fast snelheid. Hij speelde het laatst voor Essex County Cricket Club in Chelmsford. 
Hij maakte met het Nederlandse elftal in de voorbereiding van het WK 2007 indruk door tegen het Indiase cricketelftal vijf wickets te pakken en op het WK 2011 met 119 runs een century tegen Engeland te slaan. Hij pakte in de tweede innings van die wedstrijd ook nog twee wickets en werd, ondanks de nederlaag van Oranje, uitgeroepen tot man van de wedstrijd. Hij was anno 2022 coach in India.